# 尖萼毛柃
尖萼毛柃（学名：Eurya acutisepala），为山茶科柃木属下的一个种。

## 扩展阅读
維基物種上的相關：尖萼毛柃